# Aqua
Aqua je dánsko-norská hudební skupina, která se do světových hitparád dostala roku 1997 svým hitem „Barbie Girl“. Založena byla 1994 trojicí Dánů a jednou Norkou (Lene Nystrøm Rasted). Do rozpadu v červnu 2001 vydali dvě alba, Aquarium a Aquarius.
Od roku 2008 spolu opět všichni původní členové vystupují a v roce 2009 vydali nový singl s názvem Back To The 80's (25. 5. 2009), který patří k jejich výběrovému albu Greatest Hits, jež vyšlo 15. června 2009.

## Diskografie
- 1997 – Aquarium
- 2000 – Aquarius
- 2009 – Greatest Hits
- 2011 – Megalomania

## Singly
| Název                   | Rok vydání | Album         |
| ----------------------- | ---------- | ------------- |
| "Itsy Bitsy Spider"     | 1995       | N/A           |
| "Roses Are Red"         | 1996       | Aquarium      |
| "My Oh My"              | 1997       | Aquarium      |
| "Barbie Girl"           | 1997       | Aquarium      |
| "Lollipop (Candyman)"   | 1997       | Aquarium      |
| "Doctor Jones"          | 1997       | Aquarium      |
| "Turn Back Time"        | 1998       | Aquarium      |
| "Good Morning Sunshine" | 1998       | Aquarium      |
| "Cartoon Heroes"        | 2000       | Aquarius      |
| "Around the World"      | 2000       | Aquarius      |
| "Bumble Bees"           | 2000       | Aquarius      |
| "We Belong to the Sea"  | 2001       | Aquarius      |
| "Back to the 80s"       | 2009       | Greatest Hits |
| "My Mamma Said"         | 2009       | Greatest Hits |
| "Spin Me a Christmas"   | 2009       | Greatest Hits |
| "How R U Doin?"         | 2011       | Megalomania   |
| "Playmate to Jesus"     | 2011       | Megalomania   |
| "Like a Robot"          | 2011       | Megalomania   |
| "Freaky Friday"         | 2017       | Aquarius      |
| "Rookie"                | 2018       | N/A           |